# Fintlandsmoor
Koordinaten: 53° 10′ 13,9″ N, 7° 53′ 48,9″ O

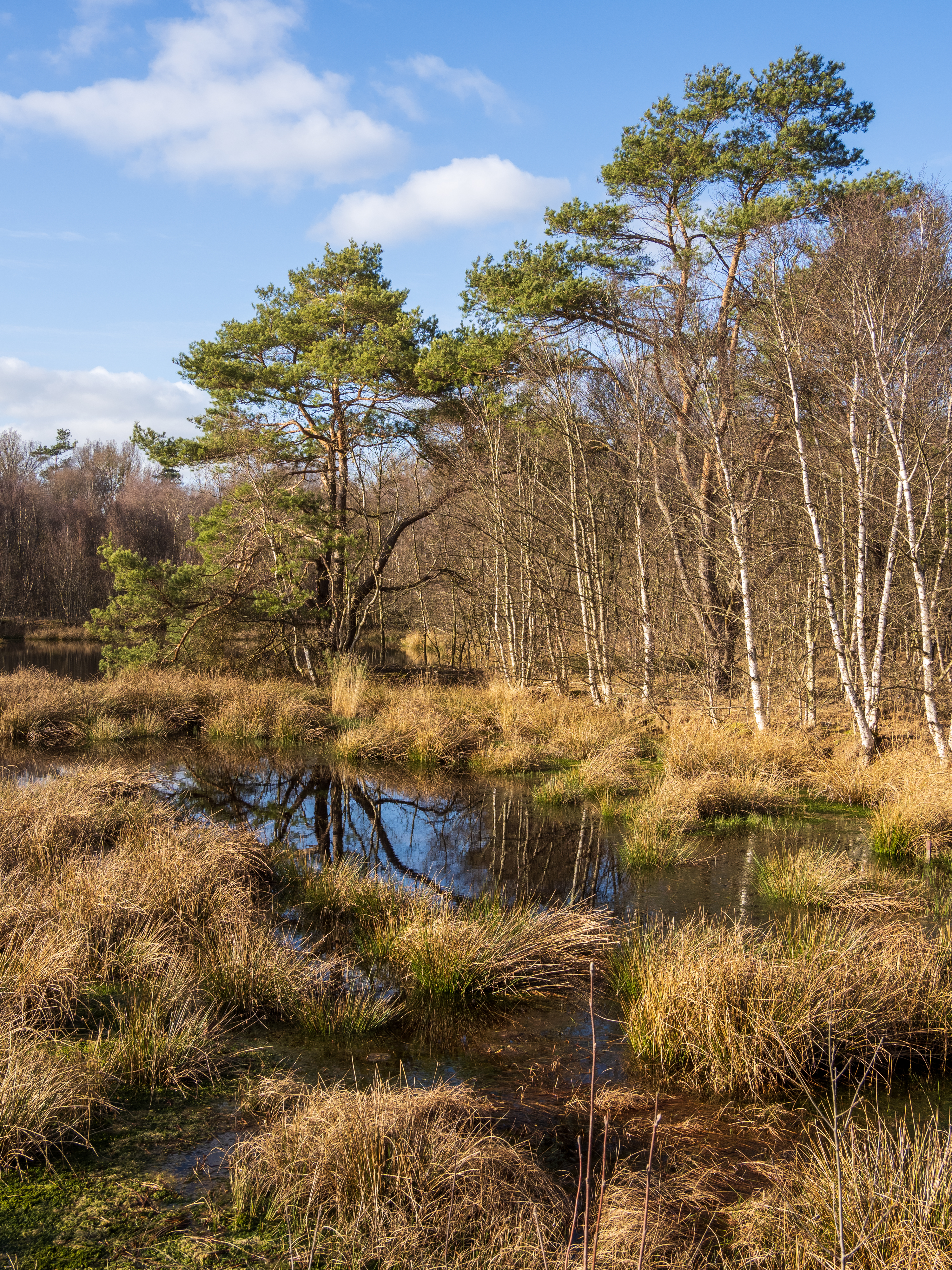
Fintlandsmoor im März

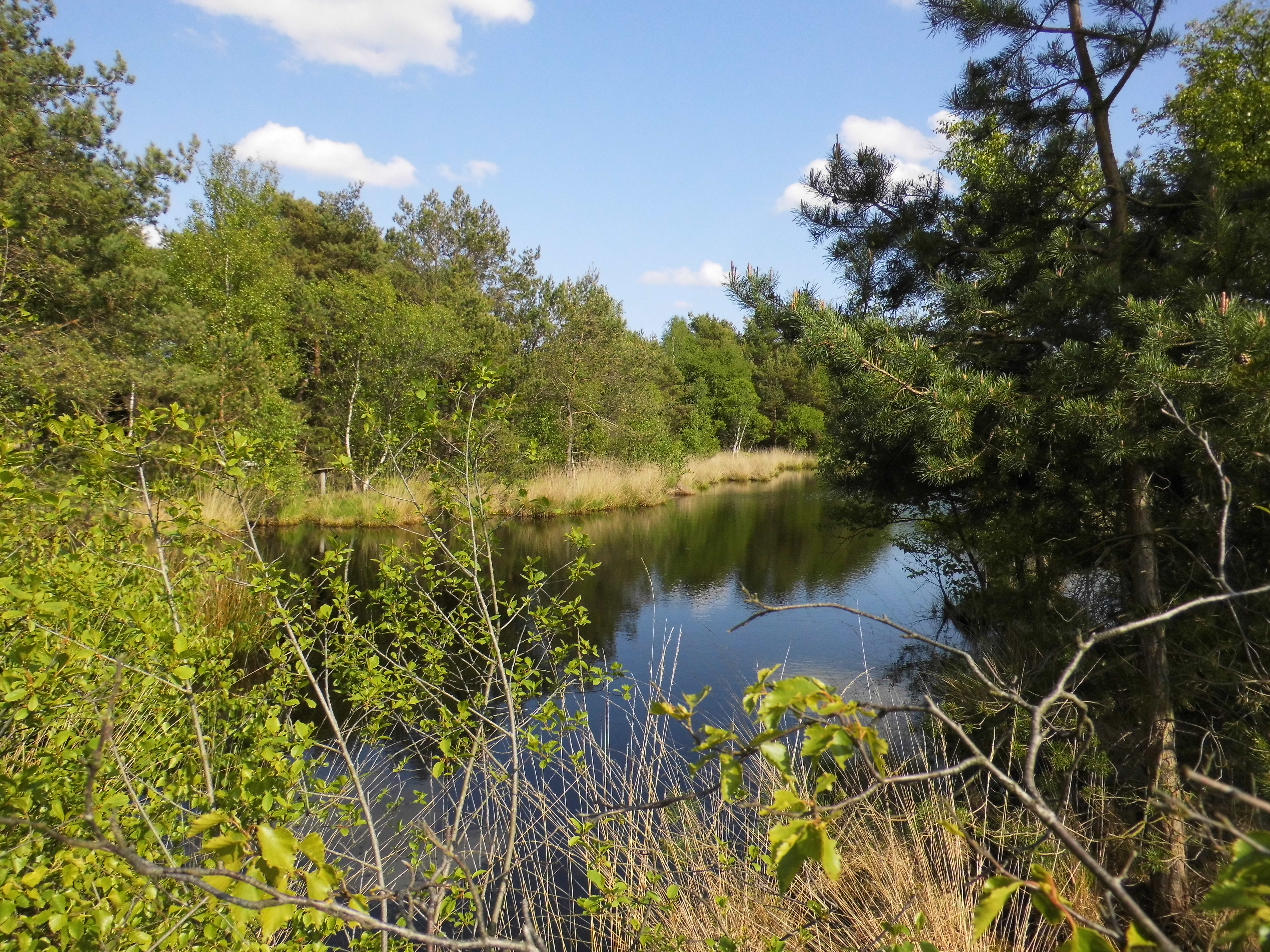
Fintlandsmoor

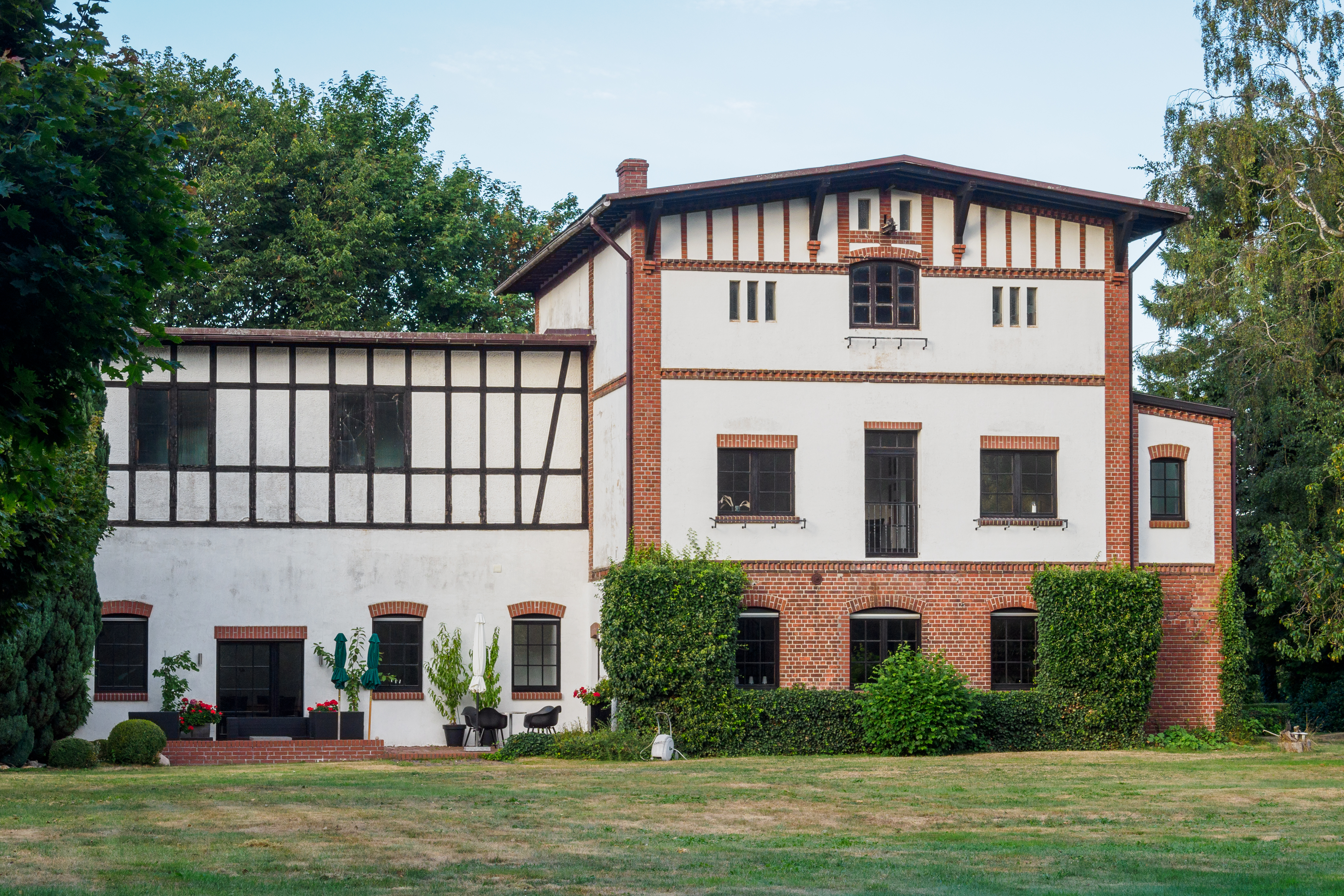
Moorgut Karlshof, Motormühle

Das  Fintlandsmoor ist ein entwässertes und weitgehend abgetorftes Hochmoorgebiet im niedersächsischen Landkreis Ammerland. Ein Teil des Moores wurde 1987 als Naturschutzgebiet „Fintlandsmoor“ ausgewiesen, das 2017 im Naturschutzgebiet „Fintlandsmoor und Dänikhorster Moor“ aufging.

## Entstehung
Das Fintlandsmoor entstand über Jahrtausende in einer tiefen Bodenmulde aus wasserundurchlässigem Ortstein, deren Ränder durch hohe Sandrücken gebildet wurden, so dass das Wasser nicht abfließen konnte. Es bildete sich ein bis zu 3,5 m starkes Hochmoor. Die ursprüngliche Fläche des Fintlandsmoors betrug 2814 ha und erstreckt sich südlich vom Fluss Alte Ollenbäke bei Ocholt-Howiek bis nördlich des Flusses Aue in Westerscheps/Osterscheps und Dänikhorst. Das Moor entwickelte sich bis Mitte des 19. Jhd. ungestört.

## Kultivierung

### 1877–1931: Abtorfungen und Moorgut Karlshof
Seit 1877 wurde das Moor planmäßig abgetorft. Für die wirtschaftliche Nutzung wurde am Nordrand des Fintlandsmoores das „Torfwerk Ocholt“ gegründet. Bis 1880 wurden 135 ha Moorflächen erworben, mittels Entwässerungsgräben trockengelegt und anschließend durch Torfbagger abgetorft. Der getrocknete Torf wurde hauptsächlich von der Großherzoglich Oldenburgischen Eisenbahn, deren Lokomotiven weitestgehend mit Torffeuerung fuhren, abgenommen. Der Abtransport des Torfes erfolgte mit einer etwa 3 km langen Feldbahn, deren Loren von Pferden gezogen wurden („Pferdebahn“), zum heutigen Bahnhof Westerstede-Ocholt. Der feuchte Sommer 1880 sowie eine Umstellung der oldenburgischen Lokomotiven von Torf- auf Kohlebefeuerung setzten der ersten Phase des Torfabbaus 1881 ein Ende, große Flächen wurden dem Oldenburgischen Staat zurückgegeben. Das Torfwerk samt 35 ha Restflächen wurde 1884 an Carl Vellguth verkauft. Da der Torfabbau zunehmend unrentabel wurde, gründete Vellguth ein noch heute in Teilen erkennbares landwirtschaftliches Moorgut und vergrößerte es auf 57 ha, zur Hälfte weidewirtschaftlich genutzt. Zur Ertragsverbesserung setzte er auf die Moordammkultur, die Ackerbau ermöglichen sollte. Hierfür wurde rund 10 ha abgetorftes Hochmoor mit Kleierde aus dem Jadebusen überdeckt. Die enormen Kosten für dieses Verfahren brachten das Gut 1897 in Konkurs. Im Jahr darauf wurde es verkauft, wuchs danach aber bis 1900 durch Zukäufe auf 418 ha (210 ha Weide- und Ackerland, 9 ha Wege und Gebäudeflächen, 199 ha unkultiviertes Moor) an.

### Karlshof: Besiedlung seit 1933
1931 wurde das Gut mit 30 ha Land verpachtet, im folgenden Jahr wurden 139 ha unkultiviertes Hochmoor, 120 ha Grünland und 30 ha Ackerland vom staatlichen Siedlungsamt erworben. Gründe des staatlichen Flächenankaufs waren die wirtschaftliche Not vieler Menschen (Kolonatausweisungen zum landwirtschaftlichen Erwerb) und eine neue Möglichkeit der großflächigen Abtorfung durch das neu gegründete Torfwerk Strenge aus Ocholt. Dieses hatte zwischenzeitlich größere Flächen gepachtet, um sie mit selbstkonstruierten Großbaggern abzutorfen. Diese so industriell abgetorften Hochmoorflächen standen der Kultivierung und Besiedlung zusätzlich zur Verfügung.
Durch staatliche Notstandsarbeiten (1932: freiwilliger Arbeitsdienst, 1933: Reichsarbeitsdienst) wurden bis 1938 76 ha Moorflächen mit geringem Torfstand von 1 – 1,5 m bis zum Ortstein umgebrochen („gekuhlt“) und kilometerlange Hauptvorfluter, die Kolonatsgrenzgräben, ausgehoben. Die neue Gebietsentwässerung erfolgt in die Aue. Ebenfalls wurden drei Hauptwege hergestellt. Anschließend wurden auf den so landwirtschaftlich ertragsfähig gemachten 319 ha 35 Kolonate ausgewiesen (22 Vollbauernhöfe mit ca. 12 ha, 13 Nebenerwerbsstellen mit 2 bis 7 ha). Die Kolonisten erhielten finanzielle Unterstützung durch Meliorationsdarlehen und Kultivierungsbeihilfen. Die sich so seit 1933 planmäßig entwickelnde Siedlung erhielt den Namen „Karlshof“ (nach Carl Vellguth, s. o.). Während des Zweiten Weltkriegs erfolgte die Pflasterung der heutigen Klinkerstraße Karlshofer Straße unter Mitarbeit von französischen und belgischen Kriegsgefangenen, die im Moorgut interniert waren. Gleichzeitig waren polnische Zivilarbeiter bei der Fa. Strenge und auf dem Gut eingesetzt. 1942 kamen noch Kriegsgefangene und Zivilarbeiter aus der Sowjetunion hinzu. Auch aus dem Konzentrationslager Esterwegen waren einige Strafgefangene im Moorgut zum Torfabbau eingesetzt.

### Wittenriede: Nachkriegssiedlung im Moor
In der Nachkriegszeit schritt die Kultivierung des Fintlandmoores insbesondere unter dem Zuzug vieler Heimatvertriebener voran. So wuchs in 40 Jahren die Ackerlandfläche in Karlshof von ursprünglich 30 ha bis 1975 auf 198 ha. Weitere 300 ha waren zwischenzeitlich durch maschinelle Abtorfungen der Fa. Strenge verschwunden. Unberührte Moorflächen waren kaum noch vorhanden. Parallel bildet sich nach dem Krieg im südlichen Gebiet des Fintlandmoores ein neuer Kultivierungschwerpunkt, dass nun ohne Abtorfung maschinell mit Ottomeyer-Lokomobilen großflächig tiefgepflügt wurde (Sandmischkultur). Auf den so entstandenen Landwirtschaftsflächen wurde 1955 die Siedlung Wittenriede angelegt.

### 1970: Unterschutzstellung von Restmoorflächen
1970 wurden etwa 30 ha des verbliebenen Restmoores unter Naturschutz gestellt. Seitdem wurde die Fläche auf nunmehr fast 140 ha erheblich vergrößert. Dem Moorkomplex hinzu zu zählen sind auch 20 ha des angrenzenden Dänikhorster Moores. Durch Sanddämme und Staustufen in den Entwässerungsgräben wird in beiden Gebieten eine Renaturierung durch Wiedervernässung angestrebt.

## Bienen
1978 wurden in einem Birkenbestand und einer Moorheidefläche gestörter Hochmoorreste 77 Bienenarten nachgewiesen.

## Belege
1. ↑  Paul Westrich: Die Wildbienen Deutschlands, 2. Aufl., Eugen Ulmer, Stuttgart 2019, S. 17.